# Горбуши (Смоленская область)
Горбуши — деревня в Руднянском районе Смоленской области России. Входит в состав Смолиговского сельского поселения. Население — 4 жителя (2007 год). 
Расположена в западной части области в 28 км к юго-востоку от Рудни, в 2 км севернее автодороги А141 Орёл — Витебск, на берегу реки Лелеква. В 1,5 км северо-восточнее деревни расположена железнодорожная станция Лелеквинская на линии Смоленск — Витебск. 

## История
В годы Великой Отечественной войны деревня была оккупирована гитлеровскими войсками в июле 1941 года, освобождена в октябре 1943 года.